# Bucniów
Bucniów (ukr. Буцнів, Bucniw) – wieś na Ukrainie, w obwodzie tarnopolskim, w rejonie tarnopolskim, nad Seretem.
Znajduje tu się przystanek kolejowy Bucniów, położony na linii Tarnopol – Stryj.

## Historia

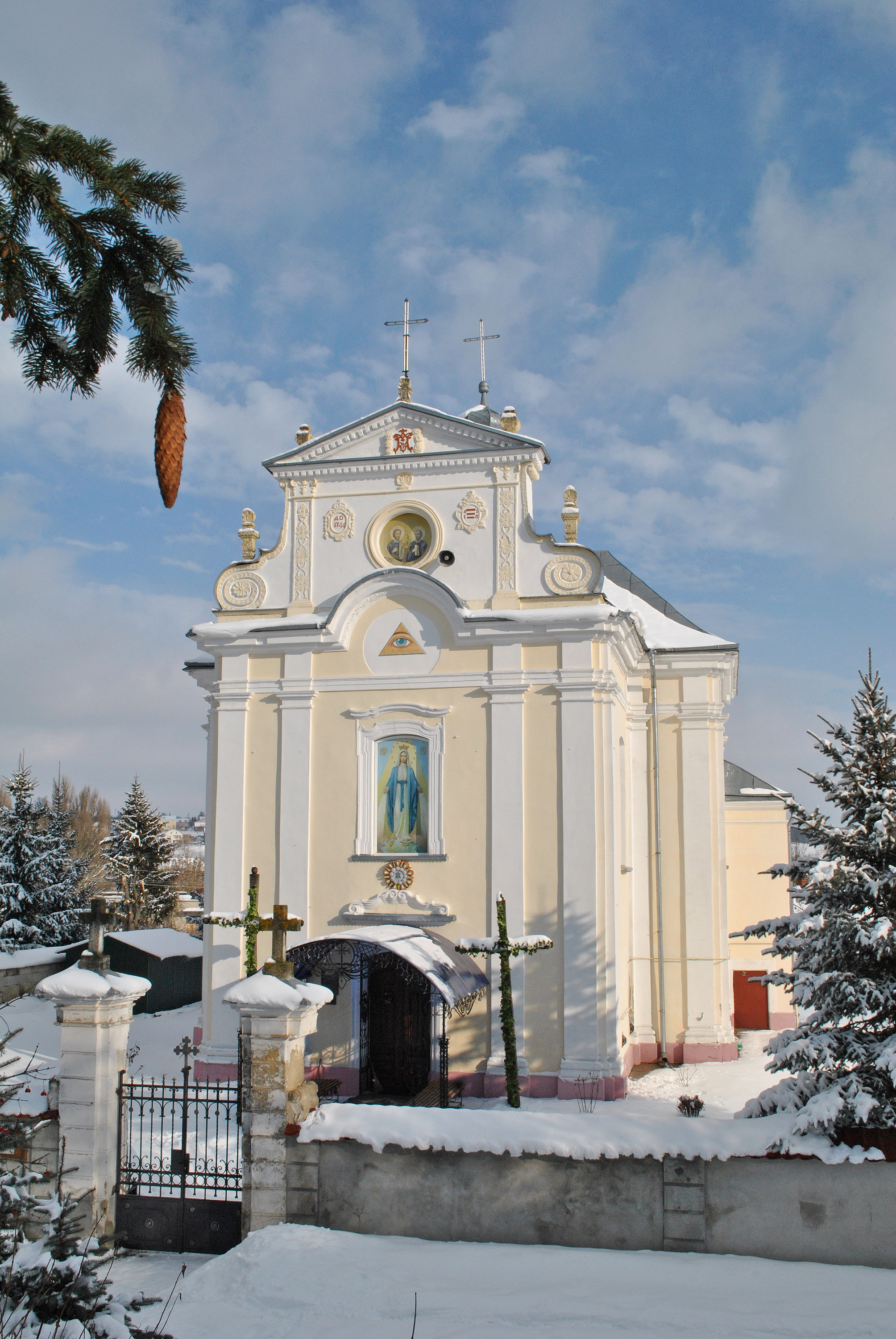
Cerkiew Niepokalanego Poczęcia NMP

Bucniów (także Buczniów), dawniej miasteczko w ziemi halickiej, był ośrodkiem starostwa niegrodowego obejmującego Bucniów, wioski Poczapińce, Chodaczków, Zabójki, Domamaryńce, Dłużanka, Łośniów, Ostalce, Kleszczowa, Sławcze, utworzonego z części starostwa trembowelskiego.
W XVII w. wzniesiono zamek w Bucniowie,
W latach 30. proboszczem parafii rzymskokatolickiej w Buczniowie był ks. Julian Marceli Malinowski.
W II Rzeczypospolitej wieś w powiecie tarnopolskim województwa tarnopolskiego.
W latach 1944–1945 nacjonaliści ukraińscy z OUN-UPA zamordowali tutaj w różnych okolicznościach 15 Polaków.

## Zabytki

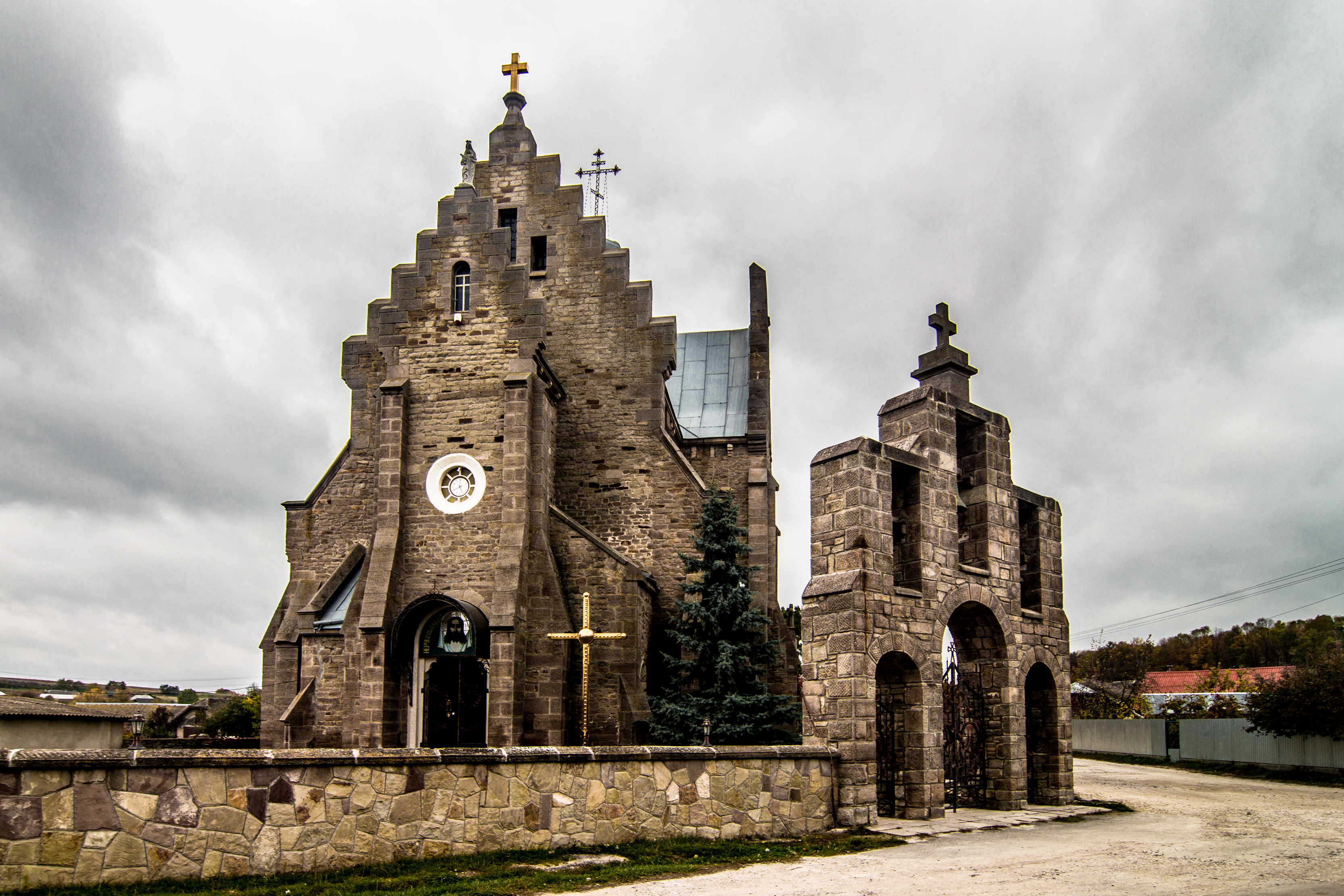
Cerkiew św. Piotra i Pawła

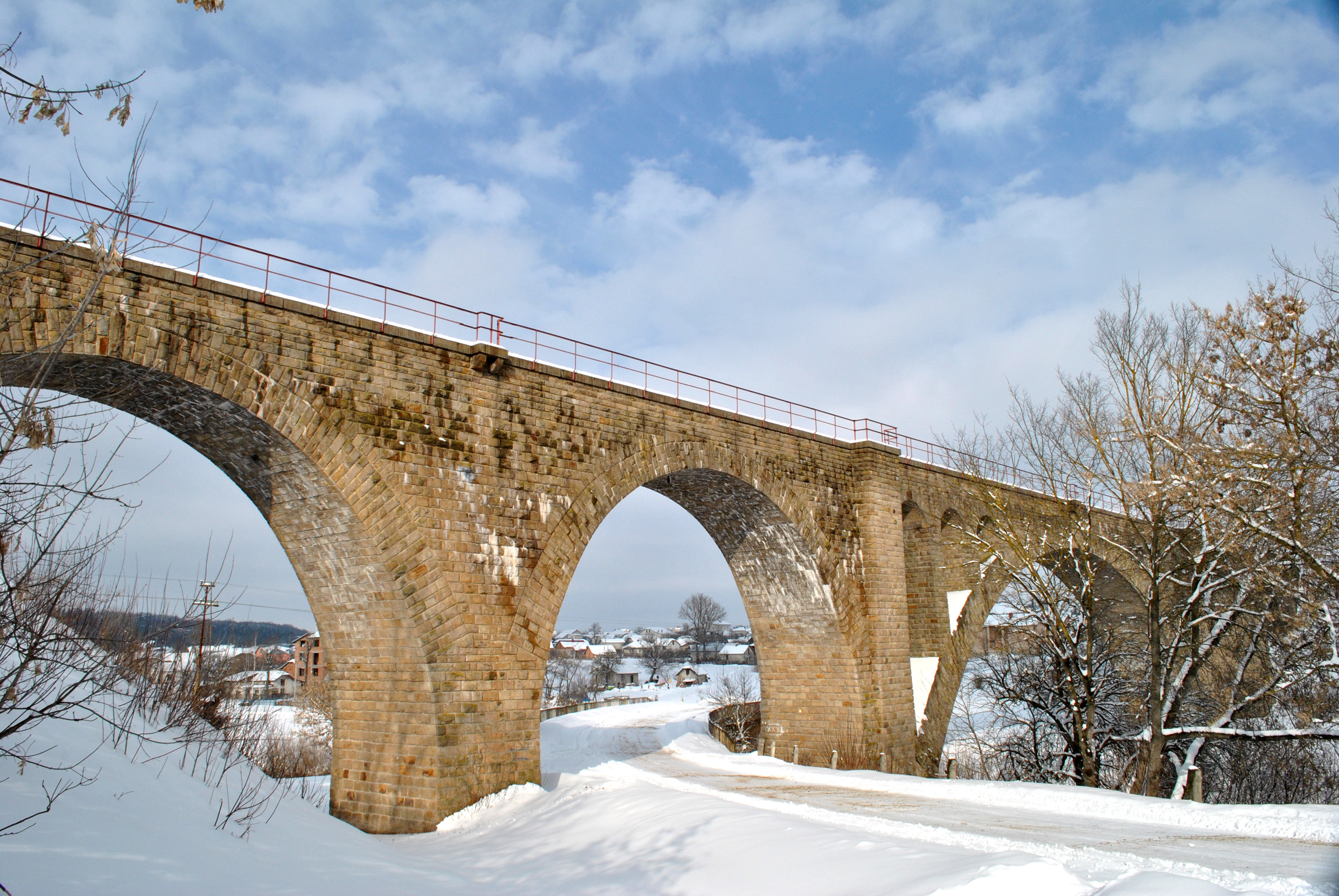
Most kolejowy z 1897 r., odrestaurowany w latach 1928-30

- Cerkiew Niepokalanego Poczęcia NMP (1744, fundowana przez starostę bucniowskiego Andrzeja Szumlanskiego[4])
- Kościół pw. św. Wojciecha (od 1901 parafialny[5], obecnie cerkiew św. Piotra i Pawła Ukraińskiego Kościoła Greckokatolickiego); został zbudowany według projektu lwowskiego architekta Juliana Zachariewicza[6], fundowany przez Teodora Alfreda Serwatowskiego[7].
- zamek w Bucniowie

## Starostowie bucniowscy (buczniowscy)
- Piotr Firlej (zm. 1650)
- Gabriel Silnicki
- Antoni Michał Potocki[8]
- J. Kurdwanowski[9]
- Andrzej Szumlanski

W skład starostwa wchodziły nst. miejscowości: Bucniów, Chodaczków, Dłużanka, Domamaryńce, Kleszczowa, Łośniów, Ostalce, Poczapińce, Sławcze, Zabójki.

## Urodzeni w Bucniowie
- Władysław Józef Serwatowski – polski polityk, ziemianin, poseł na Sejm Ustawodawczy.